# Bloomsdale
Bloomsdale is een plaats (city) in de Amerikaanse staat Missouri, en valt bestuurlijk gezien onder Ste. Genevieve County.

## Demografie
Bij de volkstelling in 2000 werd het aantal inwoners vastgesteld op 419.
In 2006 is het aantal inwoners door het United States Census Bureau geschat op 435, een stijging van 16 (3,8%).

## Geografie
Volgens het United States Census Bureau beslaat de plaats een oppervlakte van
4,2 km², geheel bestaande uit land. Bloomsdale ligt op ongeveer 170 m boven zeeniveau.

## Plaatsen in de nabije omgeving
De onderstaande figuur toont nabijgelegen plaatsen in een straal van 24 km rond Bloomsdale.